# Bi Ribeiro
Felipe de Nóbrega Ribeiro, conhecido artisticamente como Bi Ribeiro (Rio de Janeiro, 30 de março de 1961), é um músico brasileiro.
É o baixista do grupo brasileiro Os Paralamas do Sucesso. É considerado um dos melhores baixistas do Brasil.

## Biografia
Bi é filho do diplomata Jorge Carlos Ribeiro e de Luciana Nobrega. Conheceu Herbert Vianna em Brasília quando ainda era criança, e se mudaram para o Rio de Janeiro, em 1978, para fazer cursinho pré-vestibular. Bi cursou Zootecnia na Universidade Federal Rural do Rio de Janeiro (UFRRJ), em Seropédica e Herbert Arquitetura na Universidade Federal do Rio de Janeiro (UFRJ). Na Universidade Rural conheceram João Barone, aluno de Biologia, que se tornaria baterista da banda. Os três largaram a faculdade antes de terminar para seguir com os Paralamas do Sucesso. Dizem as más-línguas que Bi nunca passou em química geral.
Convencido por Herbert, Bi resolveu comprar um baixo na Inglaterra. Os dois formaram uma banda com o baterista Vital Dias (substituído posteriormente por Barone, apresentado por um amigo de Bi chamado Super) e ensaiavam na casa da avó de Bi, Ondina (foi daí que surgiu a música "Vovó Ondina é Gente Fina").
Bi costuma colaborar com as melodias, geralmente junto com Herbert e com João Barone.

### Equipamento
Usa tradicionalmente um baixo Philip Kubicki Ex-Factor e amplificadores Ampeg SVT Classic, com caixas Ampeg 8x10. Bi coleciona diversos modelos de baixos, incluindo Fender Jazz Bass, Fender Precision Bass, Ampeg Dan Armstrong, Ken Smith, Hofner, Steinberger e Alembic.

### Trabalhos paralelos
Em 2001, Bi fundou o Reggae B, um projeto para tocar grandes nomes do reggae. Além dele, os membros são João Fera (Paralamas) e Jean Pierre (ex-Cidade Negra) nos teclados, Cláudio Menezes (AfroReggae) na guitarra, Marlon (Vitória Régia) e Bidu Cordeiro (Paralamas) nos trombones, Ronaldo Silva (tocou com Caetano Veloso e é filho do percussionista Robertinho Silva) na bateria, Valnei Ainê (Negril) nos vocais, e Gustavo Black Alien (ex-Planet Hemp).
Entre os grupos com quem tocou estão:
- Raimundos: música "Me Lambe", álbum Só no Forévis (1999). Pretendia tocar no álbum ao vivo, mas se atrasou.
- Pedro Luís e a Parede: música "Brasileiro em Tóquio", no álbum É tudo um real (1999).
- Jorge Ben Jor: música "Homem de Negócios", do álbum Benjor (1989). Herbert e Barone também participam da faixa.
- Marcelinho da Lua, faixa-título do álbum Tranqüilo.
- Legião Urbana: músicas "Antes das Seis" e "Travessia do Eixão", do álbum Uma Outra Estação.

Também produziu:
- O mini LP do sexteto de ska Kongo, chamado King Kongo.
- Álbum da banda Pelicanos da Lua, de Brasília. A banda, inclusive, abriu um show do ReggaeB.

## Vida pessoal
Bi tem 2 filhos, Teresa (2002) e Tito (2004), com Patrícia Brandão Nóbrega. Bi tem quatro irmãos, Andréa, Pedro (produtor técnico dos Paralamas), Fernando (que tem o restaurante japonês Sushimar) e Rafael (também baixista, que volta e meia dá uma canja com os Paralamas).
Atualmente, casado com a baiana Jaqueline Campos.